# سوسکچه‌های برگ‌پیمای آپودروس
سوسکچه‌های برگ‌پیمای آپودروس(نام علمی: Apoderus) نام یک سرده از تیره سوسکچه‌های برگ‌پیما است.